# Taboo (TV-serie)
Taboo är en brittisk dramaserie som produceras av Scott Free London och Hardy Son & Baker för BBC One och FX. Den utspelar sig 1814, då protagonisten James Delaney (Tom Hardy) återvänder till Storbritannien från Afrika med 14 stulna diamanter och med hämnd i sinnet efter mordet på hans far. Serien hade premiär på BBC One i Storbritannien den 7 januari 2017, följt av en USA-premiär på FX den 10 januari 2017. Serien är skapad av Steven Knight, Tom Hardy och hans far, Edward "Chips" Hardy och är baserad på en berättelse skriven av Tom. Första säsongen består av åtta avsnitt och musiken är komponerad av Max Richter.